# Sarmentypnum trichophyllum
Sarmentypnum trichophyllum là một loài Rêu trong họ Amblystegiaceae. Loài này được (Warnst.) Hedenas mô tả khoa học đầu tiên năm 2006.